# Michael Poulin
Michael Poulin, né le 10 juin 1945 à Newport (Rhode Island), est un cavalier de dressage américain.

## Palmarès

### Jeux olympiques
- 1992 : médaille de bronze  par équipe (composée de Carol Lavell, Charlotte Bredahl et Robert Dover) aux Jeux olympiques de Barcelone en Espagne avec Graf George[1].